# Llangardaix gegant de la Gran Canària
El llangardaix gegant de Gran Canària (Gallotia stehlini) és una espècie de sauròpsid (rèptil) escatós endèmica de l'Illa de Gran Canària. És el major dels llangardaixos de Canàries, aconseguint fins als 80 cm de longitud. A més, aquesta present a l'Illa de la Palma i en almenys dos punts del litoral oriental de Fuerteventura però aquestes poblacions, demogràficament viables, han tingut el seu origen en introduccions ocorregudes al llarg de l'últim segle.
Fins als anys setanta els llangardaixos de l'Illa de Gran Canària eren considerats una subespècie de Gallotia simonyi per la seva semblança morfològica que resulta ser casual.